# The World Starts Tonight
The World Starts Tonight è il primo album in studio della cantante gallese Bonnie Tyler, pubblicato nel 1977.

## Tracce
Tutte le tracce sono di Ronnie Scott e Steve Wolfe tranne dove indicato.
1. Got So Used to Loving You – 3:17
2. Love of a Rolling Stone (Jerry Chesnut) – 3:30
3. Lost in France – 3:59
4. Piece of My Heart (Bert Berns, Jerry Ragovoy) – 3:52
5. More Than a Lover – 4:16
6. Give Me Your Love – 3:15
7. The World Starts Tonight – 3:36
8. Here's Monday – 3:46
9. Love Tangle – 3:16
10. Let the Show Begin – 4:15

## Classifiche
| Classifica (1978) | Posizione più alta |
| ----------------- | ------------------ |
| Svezia            | 2                  |